# Алала
Алала (грч. Ἀλαλά) је у грчкој митологији била персонификација ратног или борбеног поклича.

## Митологија
Била је дух или демон борбеног поклича. Била је Полемова кћерка. О њој је писао Пиндар.